# Taraxacum subhamatum
Taraxacum subhamatum — вид квіткових рослин з родини айстрових (Asteraceae). Вид зростає в Європі: Чехія, Данія, Німеччина, Велика Британія, Ірландія, Польща, Португалія, Іспанія; це багаторічна рослина помірних біомів.
Його листя характеризується поздовжньо-смугастим черешком і середньою жилкою, часто крилатим і пурпуруватим черешком, а середня жилка зелена, хоча часто пурпурувата до основи, з рубчастими або дельтоподібними частками, зазвичай зубчастими на дистальному краї.